# Robert de Séry
Paul Ponce Antoine Robert, dit Robert de Séry, né le 11 janvier 1686 à Sery-en-Porcien et mort à Paris le 29 décembre 1733, est un peintre et aquafortiste français.

## Biographie

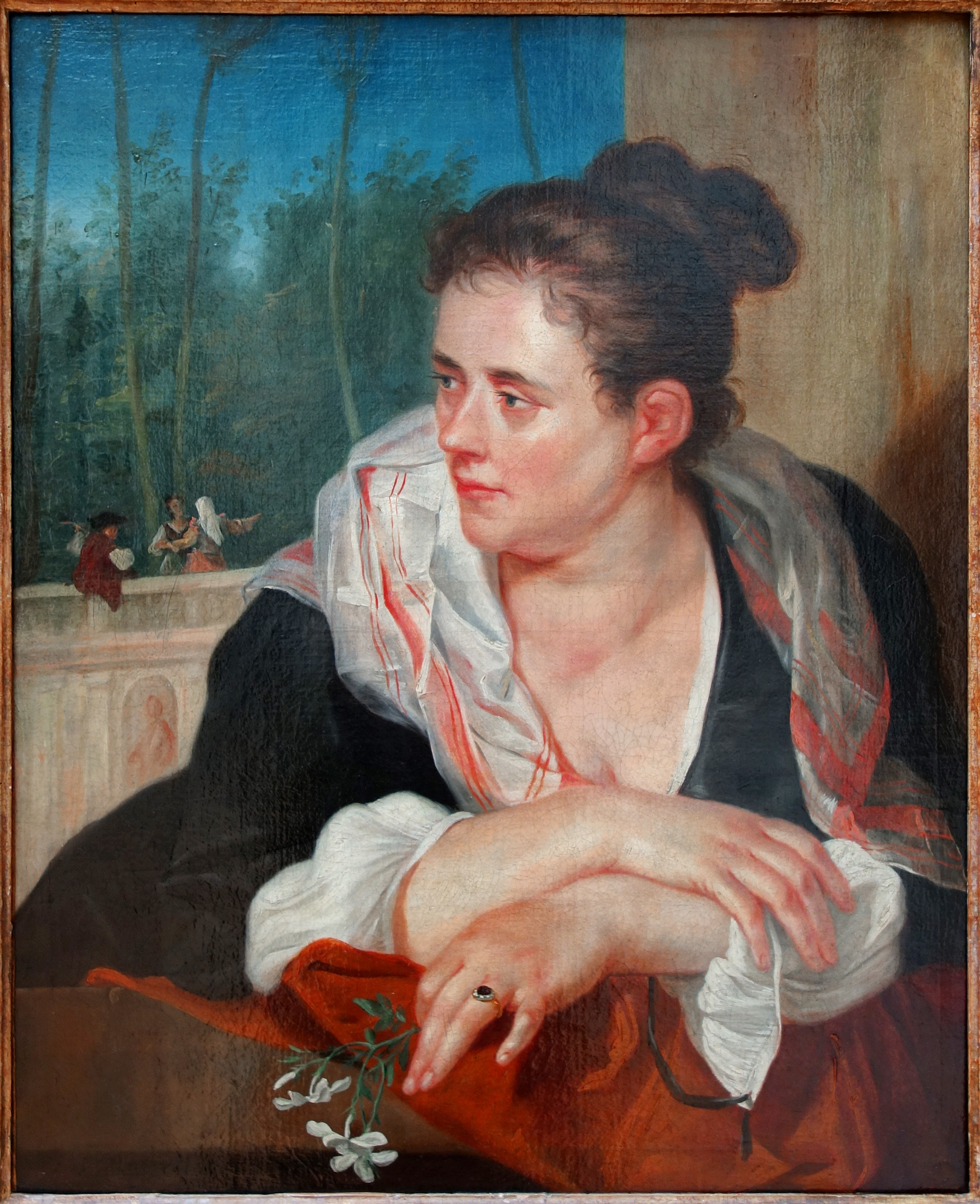
Étude de femme, 1722
Palais des beaux-arts de Lille

Né en janvier 1686 à Séry (qualifié de Sery-en-Porcien dans l'acte de décès), Paul Ponce Antoine Robert est le fils d'un couple habitant ce bourg : son père, Louis Robert, est marchand-drapier, marié à Françoise Bernier. En 1698, son père meurt, et sa mère se retrouve avec six enfants à charge. Peu de temps après, il se rend à Reims effectuer des études de dessin et de peinture avec un artiste appelé Jean Tisserand et travaillant pour les églises rémoises. Les rudiments acquis, il gagne Paris, où il est l'élève de Jean Jouvenet puis de Pierre-Jacques Cazes.
Il se rend ensuite à Rome, en Italie. Placé sous la protection du cardinal de Rohan, il rentre à Paris vers 1725 avec son protecteur,. Il loge dans ce qui deviendra l'Hôtel de Rohan, construit depuis peu. Il donne des leçons dans son appartement et ouvre également une école de dessin réservée aux jeunes filles. Il place Madeleine Basseporte, dont il a été un des professeurs, à la direction de cette école de dessin, située Vieille-rue du Temple,.
Il meurt, toujours à Paris, en décembre 1733.
Il est enterré dans l'église des Capucins-du-Marais à Paris.

## Œuvre

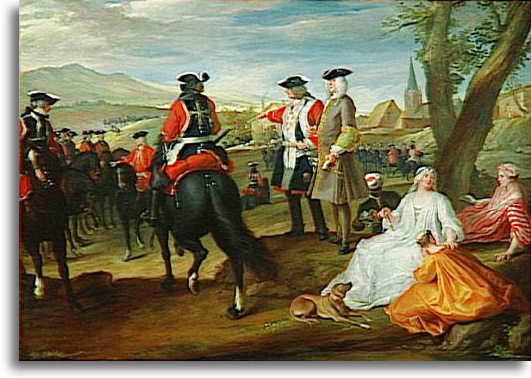
Revue de mousquetaires, 1729, Château de Versailles.

### Peintures dans les collections publiques
- Étude de femme, 1722, huile sur toile, 71 × 57 cm, Palais des beaux-arts de Lille[5].
- Revue de mousquetaires, 1729, huile sur toile, 106 × 147 cm, Château de Versailles[6].
- Garçonnet tenant une poule dans ses bras[7], Blois, musée des Beaux-Arts.
- Sainte Famille, Charleville-Mézières, musée de l'Ardenne.
- Jésus chassant les marchands du temple, Amiens, Amiens, musée de Picardie.
- Le Martyre de saint Fidèle de Sigmaringen, 1730, église de Saint-Agnant-de-Versillat.
- Saint Jacques de la Marche guérissant Ferdinand Ier de Naples, 1730, Paris, église Saint-Merri.
- Saint François Solano baptisant les Indiens, 1730, Paris, église Saint-Merri.
- La Nativité[8], huile sur toile, Dijon, musée Magnin.

### Autres œuvres
- Portrait de Bertrand Monsinat (daté Rome, 1723), eau-forte d'Arnold van Westerhout, d'après un portrait peint par Robert.
- Peintures en dessus-de-porte (après 1725), réalisées d’après les Loges de Raphaël au Vatican, Strasbourg, palais Rohan[9].
- Scène de nativité [titre forgé] (datée 1727), eau-forte originale dédiée au cardinal de Rohan, MET[10].
- Estampes, avec Nicolas Lesueur, pour le Recueil Crozat (1729)[11].
- Dederunt itaque Patri suo bibere Vinum [Loth et ses filles], eau-forte[12].
- Allégorie de la civilisation, dessin original gravé par Charles Dupuis[13].
- Portrait de Dom Jean-Baptiste Alaydon, eau-forte de Nicolas-Jean-Baptiste de Poilly d'après un portrait peint par Robert.